# 汝箕沟站
汝箕沟站，位于中华人民共和国宁夏回族自治区石嘴山市大武口区白芨沟街道，是平汝铁路上的火车站，建于1971年，由兰州铁路局管辖。

## 歷史
- 建于1971年。